# Violett tallsplintvivel
Violett tallsplintvivel (Magdalis violacea) är en skalbaggsart som först beskrevs av Carl von Linné 1758.  Den ingår i släktet Magdalis och familjen vivlar.

## Ekologi
Den violetta tallsplintviveln räknas som ett skadedjur på grund av att larven lever under barken på barrträd som tall, gran och silvergran. De vuxna djuren lever på körsbärskornell och orientalisk avenbok.

## Utbredning
Arten finns i Europa från Norden och Baltikum över Frankrike, Centraleuropa och Östeuropa till europeiska Ryssland.
Både i Sverige och Finland finns arten i hela landet. Den är inte rödlistad, utan klassificerad som livskraftig (LC) i båda länderna.